# 2023年江戸川区長選挙
2023年江戸川区長選挙（2023ねんえどがわくちょうせんきょ）は、2023年（令和5年）4月の第20回統一地方選挙で投開票が行われる選挙である。

## 選挙データ

### 告示日・執行日
- 告示日：2023年（令和5年）4月16日
- 執行日：2023年（令和5年）4月23日

### 同日選挙
- 江戸川区議会議員選挙

## 立候補者
※立候補届け出順。
| 氏名                       | 年齢 | 党派   | 現元新 | 職業・肩書                 |
| -------------------------- | ---- | ------ | ------ | -------------------------- |
| 斉藤猛 （さいとう たけし） | 61   | 無所属 | 現     | 江戸川区長（現職）         |
| 瀬端勇 （せばた いさむ）   | 73   | 無所属 | 新     | 前江戸川区議会議員（10期） |

## タイムライン
2022年
- 11月29日 - 斉藤が立候補を表明[1]。

2023年
- 2月13日 - 瀬端が立候補を表明[2]。

## 選挙結果
投開票の結果、現職の斉藤が再選を果たした。
※当日有権者数：544,414人 最終投票率：46.83%（前回比：pts）
| 候補者名 | 年齢 | 所属党派 | 新旧別 | 得票数    | 得票率 | 推薦・支持         |
| -------- | ---- | -------- | ------ | --------- | ------ | ------------------ |
| 斉藤猛   | 60   | 無所属   | 現     | 182,014票 | 82.3%  | 自由民主党・公明党 |
| 瀬端勇   | 58   | 無所属   | 新     | 39,080票  | 17.7%  | 日本共産党         |

各候補の得票率